# A Midnight Elopement
A Midnight Elopement è un cortometraggio muto del 1912 diretto da Mack Sennett con Fred Mace e Mabel Normand.

## Produzione
Prodotto dalla Keystone di Mack Sennett.

## Distribuzione
Il film uscì nelle sale cinematografiche USA il 9 dicembre 1912, distribuito dalla Mutual Film. Il cortometraggio veniva proiettato in split-reel accompagnato da un altro corto di Sennett, A Family Mixup. Non si conoscono copie esistenti del film.